# Povir
Povir (in italiano tra le due guerre Poverio) è un centro abitato della Slovenia, insediamento (naselje) del comune di Sesana.
È capoluogo di una comunità locale, che include anche i vicini insediamenti di Brestovica pri Povirju, Plešivica, Gorenje pri Divači e Žirje, una delle 13 in cui è suddiviso il comune.

## Storia
In eposca asburgica il centro abitato apparteneva alla Contea di Gorizia e Gradisca (a sua volta inquadrata dapprima nel Regno d'Illiria e dal 1849 nel Litorale austriaco), come comune catastale autonomo; era noto dapprima come Povier e poi con il toponimo sloveno di Povir. Il comune catastale comprendeva anche i vicini villaggi di Brestovizza (Brestovica o Brestoviza) e Goregne (Gorenje). Successivamente Povir venne aggregata al comune di Sesana (Sežana), per ridivenire però comune autonomo negli ultimi decenni del XIX secolo, periodo in cui inglobò anche il vicino comune catastale di Merzana (Merče), con i villaggi di Plesivizza (Plešivica o Plišivica) e Serie (Žirje o Zerje).
Dopo la prima guerra mondiale e il Trattato di Rapallo passò, come tutta la Venezia Giulia, al Regno d'Italia; nel 1923 il toponimo venne italianizzato in Poverio, e il comune venne inserito nel circondario di Trieste dell'omonima provincia. Come in epoca asburgica includeva le frazioni di Merce/Merciano (Merče), Brestovizza/Brestovizza di Poverio (Brestovica), Zirie/Sirie (Žirje), Plesivizza/Plessia di Poverio (Plešivica) e Gorenie/Goregna di Poverio (Gorenje). Nel 1927 il comune di Poverio venne soppresso e aggregato a quello di Sesana.
Dopo la seconda guerra mondiale e i Trattati di Parigi il territorio passò alla Jugoslavia; dal 1991 Povir fa parte della Slovenia come insediamento del comune di Sesana.

## Infrastrutture e trasporti
La località è servita dall'omonima stazione, posta sulla linea Trieste-Vienna.